# Sally Dormits
Samuel Zacharias (Sally) Dormits (Rotterdam, 2 oktober 1909 – aldaar, 17 oktober 1942) was een Nederlandse communist en verzetsstrijder tijdens de Tweede Wereldoorlog. Hij was van Joodse afkomst.

## Vooroorlogse periode
Dormits vertrok samen met zijn ouders in 1914 naar Santos in Brazilië, maar keerde in 1915 terug. Later vertrok hij nog enige keren naar het buitenland. Bij een van die uitstappen nam hij deel aan een Braziliaanse revolutionaire beweging. Hij had het Nederlanderschap afgestaan of verloren. Van 1937 tot 1939 nam hij als vrijwilliger in de Internationale Brigades deel aan de Spaanse Burgeroorlog. Na zijn terugkeer in Nederland ging hij in Den Haag wonen.

## Vonkgroep
Dormits werd meteen na de Nederlandse capitulatie tijdens de Tweede Wereldoorlog actief in het verzet. Vanuit de landelijke leiding van de Communistische Partij van Nederland was de richtlijn uitgevaardigd dat er voorlopig geen gewapend verzet zou worden gepleegd. In Den Haag trok men zich echter niet veel van die richtlijn aan en werd binnen de veel grotere Haagse communistische verzetsgroep een tiental leden tellende militante kleine verzetsgroep gevormd: De Vonk-groep.

## Nederlandse Volksmilitie
Dormits wilde grootschaliger gewapend verzet en begon al in de loop van 1940 met het oprichten van een groep die hij de Nederlandse Volksmilitie (NVM) noemde. In februari 1942 scheidde hij van zijn vrouw en ging in Rotterdam wonen. Toen kwam er pas vaart in de NVM, vooral doordat hij met Cornelis van der Kraats ging samenwerken. In de zomer van 1942 pleegde de groep een bomaanslag op een trein met Duitse verlofgangers. De aanslag mislukte doordat een passerende spoorwegbeambte de draad aanraakte, waardoor de ontsteking afging; de beambte kwam om het leven. Als de aanslag gelukt was, zouden er onder de Duitsers veel slachtoffers gevallen zijn. Als represaille fusilleerden de Duitsers vijf gijzelaars. Ook werd door de groep tweemaal een vergeefse poging gedaan het Luxor-theater in brand te steken.
Op 17 oktober stal Dormits een handtasje dat een vrouw bij de bakker vergeten was. Het was hem om de voedselbonnen en het persoonsbewijs te doen: omdat hij ondergedoken was, had hij de bonnen nodig en voor zijn nieuwe vriendin een vals persoonsbewijs. De vrouw ontdekte thuis dat ze haar tas vergeten was, keerde terug en herkende Dormits vanuit de winkel. Ze sprak hem aan en vroeg wat hij in zijn uitpuilende aktetas had. Dormits zei: "niks", wat ongeloofwaardig was. Zij rukte de aktetas uit zijn handen en ontdekte haar handtas. Een voorbijganger hield Dormits vast tot een lid van de Vrijwillige Hulppolitie toevallig passeerde en Dormits meenam naar het politiebureau Oostervantstraat. Na enige tijd wilde de politie Dormits fouilleren. Daarop trok Dormits een pistool en schoot zichzelf door het hoofd. Hij werd zwaargewond en buiten bewustzijn naar het ziekenhuis aan de Coolsingel gebracht, alwaar hij overleed.
De politie vond het merkwaardig dat iemand om zo'n klein vergrijp zelfmoord pleegde. Ze bekeken zijn spullen en ontdekten een textielkaart met zijn naam er op. In Den Haag was een aanslag op een stro-opslagplaats geweest, waar een fiets was gevonden die van Dormits was geweest (Dormits had de fiets verkocht aan een medecommunist). In Den Haag was een groot opsporingsteam onder leiding van commissaris Nanning Pool, voormalig chef van de Haagse Politie Inlichtingendienst, opgezet om de daders op te sporen. Dormits was ten onrechte aangemerkt als een van de daders en er was een opsporingsbericht uitgegaan. Daarom werd meteen het hoofdbureau gewaarschuwd, waar op dat moment net een afvaardiging van de Haagse politie zat om de Rotterdamse politie om bijstand bij de opsporing te vragen. De Haagse rechercheurs gingen naar het politiebureau Oostervantstraat en Pool werd vanuit Den Haag erbij geroepen. In een van Dormits' zakken werd een half jaar oud kassabonnetje van een ijzerwinkel gevonden. Navraag bij de ijzerwinkel leverde het woonadres van Dormits op. Bij huiszoeking werd belastend bewijs gevonden: materialen om bommen te maken, communistische pamfletten, verslagen van aanslagen en een ledenlijst van de Nederlandse Volksmilitie. De Haagse politie schakelde onmiddellijk de Sicherheitsdienst in. Dezelfde avond nog werden alle (veelal joodse) mensen op de lijst, vaak met echtgenotes en soms kinderen, gearresteerd. De arrestanten werden beestachtig behandeld. In de weken daarna volgden nog enige arrestaties. Een aantal van de gearresteerden werd later ter dood veroordeeld en gefusilleerd. Veel van de anderen werden naar concentratiekampen afgevoerd; de joden onder hen werden versneld afgevoerd naar Auschwitz alwaar ze werden vergast. In totaal vielen er meer dan 90 doden.

## Hollandia-Kattenburg
Bij de opsporing van de leden van de Nederlandse Volksmilitie stelde de Sicherheitsdienst een relatie te zien met een groep communisten bij de Amsterdamse fabriek voor rubberen regenkleding Hollandia-Kattenburg, een bedrijf met veel joodse werknemers. Er werden inderdaad communistische pamfletten gevonden, en als gevolg werden alle Joodse werknemers en hun gezinsleden (in totaal 820 personen) gearresteerd en naar Westerbork afgevoerd. Van hen hebben er slechts acht de oorlog overleefd.
Na de oorlog bleek tijdens het verradersproces tegen Martha Korthagen in september 1948 een andere reconstructie mogelijk, namelijk dat zij in werkelijkheid een SD-agente was, die ook bij enkele verhoren (inclusief martelingen) van NVM-ers zoals Elias Dingsdag aanwezig of zelfs actief betrokken was geweest. De vermeende link tussen de NVM en Hollandia-Kattenburg zou zijn verzonnen door de Sicherheitsdienst uit interne onvrede over de vrijstellingen voor de zogenaamde sper-joden, waardoor het aantal afgevoerde joden uit Nederland achterbleef bij Rauters verwachtingen.